# Saint-Lambert (Nice)
Pour les articles homonymes, voir Saint-Lambert.
Quartier de la Libération

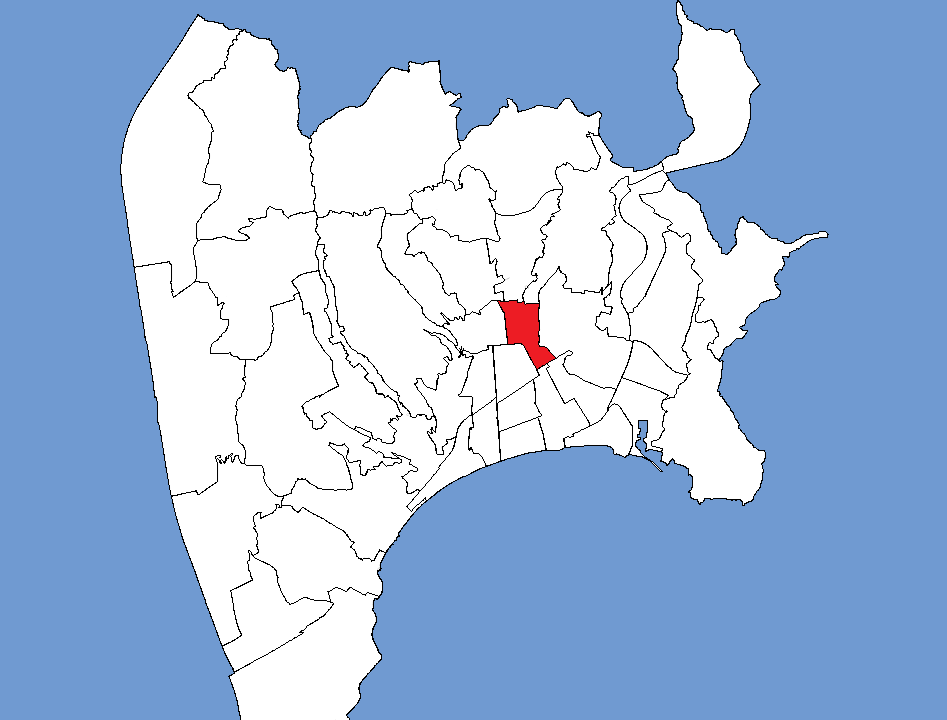
Quartier de la Libération.

Le quartier niçois de Saint-Lambert est situé dans le centre de la ville. Il porte officiellement le nom de quartier de la Libération.

## Histoire
La voie ferrée construite vers 1864 sépare Saint-Lambert du sud  (qui portait également le nom de quartier Beaulieu), plus bourgeois. Mais sa construction initiale se fait selon le même schéma que le quartier Carabacel : potagers et jardins fruitiers, puis villas dans leur grand terrain, desservis par des chemins où deux charetons ont du mal à se croiser. 
Enfin, l'urbanisation en immeuble vers les années 1860 en s'appuyant sur un schéma directeur de rues aux vocations marquées :
- rue commerçante comme la rue Marceau,
- rue luxueuse très large, arborée et sans commerce comme l'avenue Mirabeau,
- ou simplement ruelle de liaison comme la rue Boissy d'Anglas.

## Voies du quartier
Les voies sont présentées par ordre alphabétique par simplicité et ne correspondent pas à une visite touristique cohérente.

### D
Diderot (rue)
Sens de circulation: vers Nice-nord. Elle porte le nom de l'encyclopédiste Denis Diderot, sans qu'il y ait de rapport direct avec Nice.

### L
Raymond-Comboul (avenue)

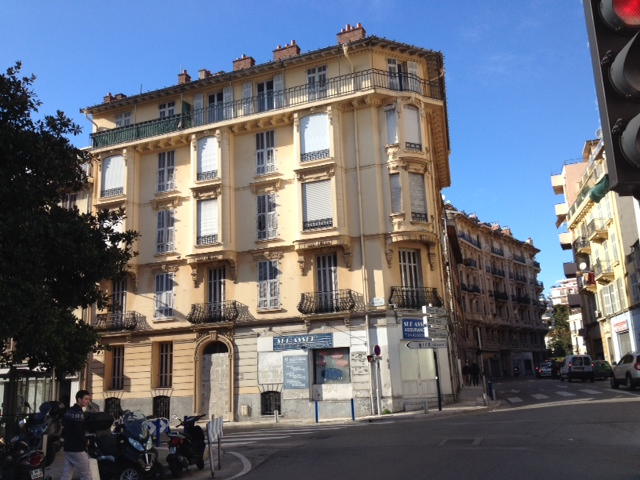
L'angle de la rue Marceau, avec l'immeuble du numéro 2, et de l'avenue Raymond-Comboul, anciennement avenue Saint-Lambert

Double sens de circulation, sens unique sur la partie supérieure. Cette avenue portait le nom de Saint-Lambert comme sa continuité au nord.

### M
Marceau (Rue)
Mirabeau (Avenue)

### S
Saint-Lambert (avenue)
axe nord-sud.